# Lonchophylla robusta
Lonchophylla robusta — вид родини листконосові (Phyllostomidae), ссавець ряду лиликоподібні (Vespertilioniformes, seu Chiroptera).

## Середовище проживання
Країни поширення: Колумбія, Коста-Рика, Еквадор, Нікарагуа, Панама, Перу, Венесуела. Знаходиться в тропічних лісах, садах і плантаціях.

## Життя
Харчується нектаром, комахами (у тому числі це жуки і міль), і, ймовірно, фруктами і пилком. Лаштує сідала невеликими групами в печерах і печеро-подібних структурах. Період вагітності між березнем і квітнем.